# Скоростная железная дорога Дачжоу — Чэнду
Скоростная железная дорога Дачжоу — Чэнду (кит. 达成铁路) - высокоскоростная железная дорога длиной 374 км в провинции Сычуань, соединяющая столицу  провинции Чэнду с городами Суйнин и Дачжоу, через которую проходит также сообщение с городом Чунцином и далее на восток Китая. Скорость движения на участке Суйнин - Чэнду 250 км/час, а на участке Дачжоу - Суйнин 200 км/час. Дорога первоначально была построена в 1997 году, но потом модернизирована до высокоскоростной линии и пущена для скоростных поездов в 2009 году, а в 2010 году по дороге прошёл первый поезд модели CRH1A.
В дальнейшем отрезок от Суйнина до Чэнду станет частью Высокоскоростной пассажирской линии Шанхай — Ухань — Чэнду.

## Остановки
1. Чэнду (кит. 成都站)
2. Бали (кит. 八里站 )
3. Лунтансы (кит. 龙潭寺站)
4. Цзиньтан (кит. 金堂站)
5. Цзытун (кит. 梓潼站)
6. Даин (кит. 大英站)
7. Суйнин (кит. 遂宁站)
8. Наньчун (кит. 南充站)
9. Иншань (кит. 营山站)
10. Дачжоу (кит. 达州站)